# Divorcio en Montevideo
Divorcio en Montevideo es una película argentina estrenada el 7 de junio de 1939 del género de la comedia. Con esta película el director de cine Manuel Romero inicia la trilogía de Catita y Goyena. La escenografía es de Ricardo Conord y la música de Alberto Soifer. 

## Argumento
Para dar envidia a una exnovia coqueta y de la alta sociedad, un muchacho de familia muy rica, Claudio (Roberto García Ramos), se casa con una manicura, Adriana (Sabina Olmos), acordando con ella que solo convivirán en apariencia para divorciarse meses después. El trato se lleva a cabo, y el joven puede recuperar a la coqueta exnovia, pero entonces se plantea si acaso se enamoró perdidamente de la manicura de la que acaba de divorciarse. Mientras tanto, Catita (Niní Marshall), amiga de la manicura y que la acompaña desde el principio en todas las peripecias, siendo decisiva para que acepte la simulación de matrimonio al hacerle vencer su resistencia inicial, tiene su propia historia con un compañero del esposo, Goyena (Enrique Serrano), que es un empedernido soltero y proclama estar opuesto a la vida matrimonial. El personaje del mayordomo Sebastián (Marcelo Ruggero), acompaña las escenas más jocosas.
La trilogía de Catita (Niní Marshall) y Goyena (Enrique Serrano), se completa con las películas Casamiento en Buenos Aires y Luna de miel en Río.

## Reparto
- Niní Marshall  .......................Catita
- Enrique Serrano ..................Goyena
- Sabina Olmos    ......................Adriana
- Roberto García Ramos .......Claudio
- Marcelo Ruggero.................Sebastian
- Hilda Sour............................Dora
- Nelida Bilbao.......................Esther (hermana de Claudio)
- Pedro Laxalt........................Molina
- Mary Dormal........................Sra. de Aguirre
- Fernando Campos...............abogado

- Datos: Q5284673